# Извршно веће Аутономне Покрајине Косово и Метохија
Извршно веће Аутономне Покрајине Косово и Метохија је Уставом Републике Србије (чл. 126) прописани извршни орган Аутономне Покрајине Косово и Метохија. Седиште овог органа извршне власти се налази у Видовданској улици бр. 2 у Приштини.
Услед сложених политичких околности које на подручју Косова и Метохија трају од 1990. године, поменуто тело није активно, иако је током претходног периода деловало у институционалном континуитету од 1945. године, под следећим називима:
- Обласни извршни одбор Аутономне Косовско-Метохијске Области (1945—1953)
- Обласно извршно веће Аутономне Косовско-Метохијске Области (1953—1963)
- Извршно веће Аутономне Покрајине Косово и Метохија (1963—1968)
- Извршно веће Скупштине Социјалистичке Аутономне Покрајине Косово (1968—1990)
- Извршно веће Аутономне Покрајине Косова и Метохије (1990—данас)

## Историја
На заседању Обласне народне скупштине Косово и Метохија, које је одржано од 8. до 10. јула 1945. године у Призрену, изабран је Обласни извршни одбор, као највиши орган обласне извршне власти. То стање је озакоњено 1. септембра 1945. године, када је Народна скупштина Србије усвојила Закон о административној подели Србије, који је прописивао да у саставу Србије постоји и Аутономна Косовско-Метохијска Област, а затим је 3. септембра усвојен и посебан Закон о установљењу и устројству Аутономне косовско-метохијске области, којим је уређен начин избора и опсег надлежности Обласног извршног одбора АКМО.
Уставом Југославије из 1946. године и Уставом Србије из 1947. године, потврђено је да извршни орган власти у АКМО носи назив Обласни извршни одбор. Првим Статутом АКМО, који је донет 23. маја 1948. године, а који је ступио на снагу 30. октобра 1948. године након потврде у Народној скупштини Србије, прописане су надлежности Обласног извршног одбора као највишег органа извршне власти на подручју АКМО. Тај орган је 1953. године преименован у Извршно веће АКМО, што је потврђено и новим Статутом АКМО, који је донет 20. фебруара 1953. године.
Новим Уставом Југославије из 1963. године и новим Уставом Србије из исте године, АКМО је уздигнута на степен покрајине, под називом: Аутономна Покрајина Косово и Метохија, док је њен највиши извршни орган добио назив Извршно веће Скупштине АПКиМ. Статутом АПКИМ од 10. априла 1963. године прописан је начин организације и рада покрајинског Извршног већа.
Доношењем уставних амандмана крајем 1968. године име покрајине је промењено у Социјалистичка Аутономна Покрајина Косово, чиме је реч „Метохија” уклоњена из назива, тако да је назив највишег извршног органа од тада гласио Извршно веће Скупштине САП Косова. Уставним законом САП Косова из 1969. године, поближе је одређен и делокруг рада покрајинског Извршног већа. Новим Уставом Југославије из 1974. године, САП Косово је добило право на сопствени Устав, који је усвојен исте године, а тим актом је проширен и делокруг рада Извршног већа Скупштине САП Косова.
Амандманима на Устав Србије из 1989. године заустављене су тежење ка претварању САП Косова у федералну јединицу. Крајем 1989. и почетком 1990. године дошло је до продубљивања политичких подела, што је средином 1990. године довело до кризе у функционисању покрајинских органа. Део сепаратистички настројених делегата у Скупштини САП Косова одржао је 2. јула скуп у Приштини, на коме је усвојена Уставна декларација о проглашењу Републике Косово, изван састава Србије. Тиме је био извршен покушај нарушавања уставног поретка СР Србије и СФРЈ, што је изазвало реакцију надлежних државних органа. Тим поводом, Скупштина СР Србије је 5. јула 1990. године усвојила Закон о престанку рада Скупштине Социјалистичке Аутономне Покрајине Косово и Извршног већа Скупштине Социјалистичке Аутономне Покрајине Косово.
Новим Уставом Србије који је проглашен 28. септембра 1990. године, покрајини је враћен стари назив Аутономна Покрајина Косово и Метохија, а као највиши орган покрајинске извршне власти било је прописано Извршно веће АПКиМ. Иако је 1992. године поводом одржавања избора на свим нивоима у Србији постојала намера да се распишу и први вишестраначки избори за Скупштину АПКИМ која би потом изаврала и ново Извршно веће, то није могло бити реализовано због сложених политичких прилика и бојкота албанских сепаратиста. Слична ситуација се поновила и 1996. године, приликом одлучивања о расписивању избора на свим нивоима у Србији, те стога ни тада није било могуће расписати изборе за Скупштину АПКиМ, а самим тим ни изабрати покрајинско Извршно веће.
Стога је 1998. године донета одлука да се именује привремено Извршно веће Аутономне Покрајине Косово и Метохијо, на челу са Зораном Анђелковићем као председником тог тела.
Након краја рата на Косову и Метохији 1999. године и успостављања мисије УНМИК, питање о организацији власти на том простору добило је нове димензије. Народна скупштина Републике Србије је 27. фебруара 2002. године, на предлог Владе Републике Србије, донела одлуку о укидању привременог Извршног већа Аутономне Покрајине Косово и Метохије, чиме је и формално престала функција дотадашњих привремених покрајинских органа Републике Србије на подручју Косова и Метохије. Упркос томе, Србија је и у новом Уставу из 2006. године дефинисала низ кључних питања која су се односила на АПКиМ, прописавши постојање покрајинских скупштина и покрајинских извршних већа као највиших органа власти у аутономним покрајинама, али званични избори за Скупштину АПКиМ нису расписани, те самим тим није дошло до избора новог Извршног већа АПКиМ.